# Le Golem (Meyrink)
Pour les articles homonymes, voir Le Golem.
Le Golem (en allemand Der Golem) est le premier et le plus célèbre roman de l'écrivain autrichien Gustav Meyrink, publié en 1915. Il s'agit d'un roman fantastique fortement marqué par l'influence de la Kabbale, dont l'intrigue se déroule dans le quartier juif de Prague.

## Histoire du livre

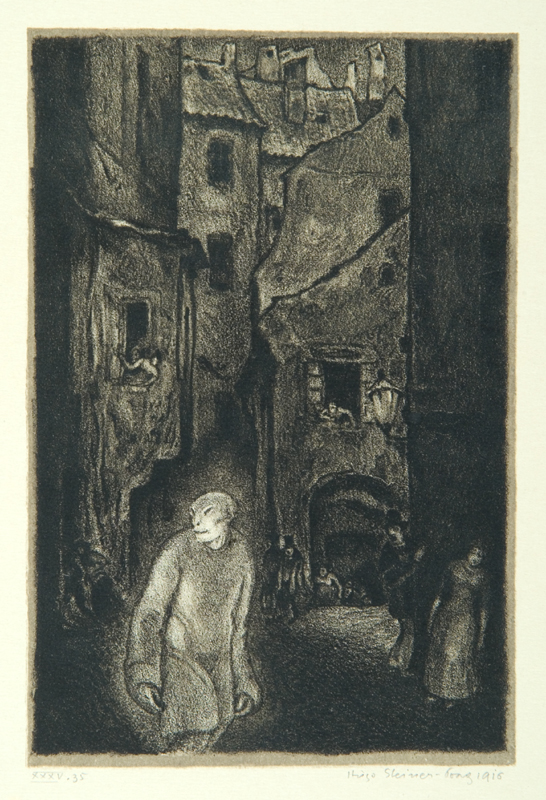
« L'apparition du Golem », illustration de Hugo Steiner-Prag, 1916.

Le roman « fantastique et symbolique » du romancier et ésotériste Gustav Meyrink (1868-1932) Le Golem paraît en 1915. Selon Olivier Juilliard, la ville de Prague en est le principal héros. Le succès est immédiat.
Meyrink avait commencé la rédaction de son livre en 1907, tout en poursuivant son activité de traducteur, qui lui permettait de survivre.
Les premières traductions en français du Golem par le Dr. E. de Etthofen et Mlle Perrenoud paraissent aux éditions Emile-Paul frères en  1929, puis en 1932, l'année de la mort de Gustav Meyrink.

## Contenu
Le roman suit les traces d'Athanasius Pernath, un tailleur de pierres précieuses vivant dans le ghetto de Prague,
qui a perdu tout souvenir de son passé. Sa vie paisible et discrète  est perturbée le jour où une femme, Angelina, 
qu'il aurait connue quand il était enfant, l'implore de l'aider. Ainsi se trouve-t-il plongé dans une intrigue complexe
au cours de laquelle il va rencontrer des personnages hauts en couleur dont les motivations et les intentions sont 
aussi obscures qu'inquiétantes.
Au début du récit, Pernath reçoit la visite d'un inconnu qui lui apporte un livre à restaurer, le livre "Ibbour". 
Il s'agit pour Pernath du début d'une aventure initiatique, parallèle à l'intrigue principale, au cours de laquelle,
guidé par l'archiviste Hillel versé dans la Kabbale, et sa fille Mirjam, il va retrouver ses souvenirs enfouis depuis 
des années, découvrant alors des pans ignorés de sa personnalité.

## Adaptations cinématographiques
- Le Golem, téléfilm de Jean Kerchbron
- Golem, 1980, Piotr Szulkin
- The Golem, 1995, Lewis Schoenbrun, (Court Métrage)

Films exploitant le thème du Golem, mais sans rapport avec le roman de Meyrink : 
- Le Golem (1915), film muet de Paul Wegener et Henrik Galeen (disparu)
- Le Golem et la danseuse (1917), film muet de Rochus Gliese et Paul Wegener (disparu)
- Le Golem (1920), film muet de Paul Wegener et Carl Boese
- Le Golem (1936), de Julien Duvivier
- The Emperor and the Golem (1951), de Martin Frič

## Remarques
- Le personnage de Charousek, étudiant en médecine, est un hommage au joueur d'échecs Rudolf Charousek.
- Le séjour en prison de Pernath à la fin du livre est largement autobiographique: Meyrink a en effet passé deux mois sous les verrous en 1902, accusé de fraude dans des opérations bancaires, accusation dont il a été acquitté.

## Points de vue
« Avec son pessimisme fondamental, avec son atmosphère feutrée de méprises perpétuelles, avec ses relents de cruauté et d'effroi, il n'est pas tant la transposition d'une légende séculaire qu'une description déroutante de la condition de l'homme dans la société moderne : l'individu machinisé, devenu presque un produit de consommation au même titre qu'une marchandise qu'on use et qu'on abuse à sa guise » (Jean-Baptiste Baronian).

### Texte de référence
- Gustav Meyrink, Le Golem, présentation et traduction de Jean-Pierre Lefebvre, Paris, Flammarion, collection « GF Littérature », 2003,  (ISBN 2080710982)

### Études
- Guillaume Badoual, « Rêves de pierre (l'exhibition fantastique dans Le Golem de G. Meyrink) », Otrante. Art et littérature fantastiques, Fontenay-aux-Roses, Groupe d'Étude des Esthétiques de l'Étrange et du Fantastique de Fontenay (GEEEFF), no 2 « Le Diable »,‎ janvier 1992, p. 101-118.
- Nicole Fernandez-Bravo, « Figures et anamorphoses dans Le Golem de Gustav Meyrink : étude des codes seconds d'expression », Recherches germaniques, Strasbourg, Université des Sciences humaines, no 10,‎ 1980, p. 113-139 (ISSN 0399-1989, lire en ligne ).
- Erica Durante, « Lire Meyrinck, systématiser le double : étude d'une note de lecture de Borges dans Le Golem », dans Olivier Belin, Catherine Mayaux et Anne Verdure-Mary (dir.), Bibliothèques d'écrivains : lecture et création, histoire et transmission, Turin, Rosenberg & Sellier, coll. « Biblioteca di studi francesi » (no 7), 2018, XXIII-509 p. (ISBN 978-88-7885-678-3), p. 46-60.
- Yvon Gérault, « Les très riches heures cinématographiques du Golem », La Chaîne d'union, Paris, Grand Orient de France, no 56 « Le triangle et la caméra »,‎ avril 2011, p. 28-39 (ISSN 0292-8000, DOI 10.3917/cdu.056.0028, lire en ligne).
- Olivier Juilliard, « Meyrink Gustav Meyer dit Gustav (1868-1932 », sur Encyclopœdia Universalis [en ligne] (consulté le 30 juillet 2023)
- Jean Pierre Lefebvre, « D'un Golem à l'autre ou le coup de chapeau », in G. Meyrink, trad. (fr) J. P. Lefebvre, Le Golem, coll. « GF » no 1098, p. 13, Flammarion, Paris, 2003  (ISBN 978-2-0807-1098-7).
- Gérard-Georges Lemaire, « Les fantômes de Prague », La Revue de la BNU, no 4,‎ 2011, p. 54-67 (e-ISSN 2679-6104, DOI 10.4000/rbnu.3208, lire en ligne).